# シャッターチャンス!
『シャッターチャンス！』は、すとぷりのメンバー・莉犬のセカンドフルアルバム。2022年1月12日にSTPR Recordsより発売。前作『タイムカプセル』より2年ぶりにリリースされ、莉犬が自ら作詞を担当した楽曲のほか、ATOLS、Eight、かいりきベア、Chinozo、ナナホシ管弦楽団、柊キライ、B.EYES、Moe Shopなどが参加しているアルバムである。

## 背景
莉犬にとって初の配信シングルであり、アルバム『タイムカプセル』収録曲の「君の方が好きだけど」で「初めて自分で作詞に挑戦」した莉犬は、以降、作詞活動を行っている。作詞を手がけた曲をリスナーが「うれしそうに聴いてくれている」ため、「たくさん作詞活動をしていきたい」と莉犬は考えていた。莉犬は今作では「キミだけの最高のシャッターチャンスを逃さないように、俺のことをずっと見ていて」、「これからも、俺とキミとの想い出を写真のように残していこう」という「ファンを元気づけるような」想いを込め、アルバムを制作。莉犬が自ら作詞を手がけた楽曲も収録されている。

## リリース
2022年1月12日にSTPR Recordsより、通常盤、初回限定盤、完全生産限定盤の3形態で発売。前作『タイムカプセル』より2年ぶりにリリースされている。形態と規格品版は以下の3形態。
完全生産限定メモリアルフォトフレーム盤：STPR-9025
「フォトフレーム仕様」で大判のフォトカードを3枚封入。アルバムのジャケットは「思わずシャッターを切ったような」イラストが描かれている。
初回限定DVD盤：STPR-9024
付属のDVDには実写の動画「もしも莉犬くんが彼氏だったら ♡初デート編♡」が収録されており、「デート気分が楽しめる」内容となっている。
通常盤：STPR-1013

## プロモーション
2021年12月25日、アルバムの発売前に収録曲「シャッターチャンス！」と「オオカミ」の先行配信を開始。タワーレコードの選出したアーティストを全店でプッシュする企画「マンスリー・タワー・プッシュ」の2022年1月度に莉犬が選ばれる。2022年1月1日よりアルバムの発売に関する展開として、オリジナルポスターの掲示や等身大パネルの設置などが行われている。同店舗の先着購入特典として「天ノ弱」、アニメイトの特典では「スキスキ星人」の歌ってみたCDが配布された。1月12日よりアルバムの発売を記念し、JOYSOUNDとコラボレートが行われた。タワーレコード新宿店のアニメ担当バイヤーによる「新宿アニソンスコープ」にて、同年1月10日から16日のランキングでは首位を獲得。

## チャート成績
オリコンチャートデイリーアルバムランキングで初日の2022年1月11日付と、1月12日付にて連続で1位を獲得。週間ランキングでは、1月24日付で2位を獲得。Billboard Japan Hot Albumsの2022年1月19日公開（1月10日から16日集計）にて、初動3日間で57576枚、週間で73460枚を記録して、2位を獲得。オリコン月間アニメアルバムチャートの2022年1月度で1位を獲得。

## 収録曲

### 曲一覧
| #         | タイトル                            | 作詞             | 作曲         | 編曲             | 時間  |
| --------- | ----------------------------------- | ---------------- | ------------ | ---------------- | ----- |
| 1.        | 「人生勝利宣言！」                  | HoneyWorks       | HoneyWorks   | HoneyWorks       | 4:31  |
| 2.        | 「和音」                            | Chinozo          | Chinozo      | Chinozo          | 3:05  |
| 3.        | 「マンマルダンス」                  | かいりきベア     | かいりきベア | かいりきベア     | 2:20  |
| 4.        | 「蒼い嗚咽をもう一度」              | Eight            | Eight        | Eight            | 3:55  |
| 5.        | 「コーラット」                      | 柊キライ         | 柊キライ     | 柊キライ         | 3:31  |
| 6.        | 「オオカミ」                        | ATOLS            | ATOLS        | ATOLS            | 3:02  |
| 7.        | 「きゅ〜と★アグレッション」         | ナナホシ管弦楽団 | 岩見陸       | ナナホシ管弦楽団 | 3:23  |
| 8.        | 「ラリパッパ☆しゅぎ」               | 莉犬             | Moe Shop     | Moe Shop         | 4:12  |
| 9.        | 「いいんだよ」                      | コレサワ         | コレサワ     | 川口圭太         | 4:35  |
| 10.       | 「ラブヒーロー」                    | HoneyWorks       | HoneyWorks   | HoneyWorks       | 4:25  |
| 11.       | 「ギミ・ギミ・キミ！」(莉犬×るぅと) | 莉犬             | るぅと×松    | 松               | 3:40  |
| 12.       | 「STORY」(すとぷり)                 | 莉犬             | B.EYES       | B.EYES           | 3:35  |
| 13.       | 「シャッターチャンス！」            | 莉犬             | るぅと×松    | 松               | 2:59  |
| 合計時間: | 合計時間:                           | 合計時間:        | 合計時間:    | 合計時間:        | 47:13 |

### 曲解説
1. 「人生勝利宣言！」
HoneyWorksが作詞と作曲を行い、莉犬のために書き下ろしで制作された楽曲[12][7]。2020年8月27日にミュージックビデオが公開され、同年11月11日にセカンド配信シングルとして発売されている[7]。歌ネットが発表した「歌ネット注目度ランキング」の同年1月6日付では、第6位を獲得[19]。
2. 「和音」
ボカロPのChinozoが作詞と作曲を行い、楽曲を制作[20]。「キュートでポップ」が特徴的な楽曲[20]。1月9日にアルバムの試聴動画が公開された際に、楽曲のミュージックビデオの一部を公開[21]。1月12日にアルバムの発売にあわせ、ミュージックビデオが公開されている[22]。Chinozoの「グッバイ宣言」でイラストを担当したアルセチカと、Adoの「踊」で動画を担当した藍瀬まなみが、「莉犬の雰囲気に合った可愛らしい」ようなミュージックビデオを制作している[20][22]。
3. 「マンマルダンス」
作詞と作曲をかいりきベアが担当し、莉犬のために書き下ろされた楽曲[23][24]。かいりきベアが莉犬に楽曲提供を行うのは、『タイムカプセル』収録曲の「ルマ」以来で、2年ぶりである[23][24]。「かいりきベアらしい言葉遊びとスピード感のあるリズムカルな」部分が特徴的で、「可愛さ」も表現された楽曲[24]。アルバム発売前の2022年1月3日に楽曲のミュージックビデオが公開となり[24]、nanaoがイラストを描き、利波雷が動画制作を担当している[23]。歌ネットが発表した「歌ネット注目度ランキング」の同年1月6日付では、楽曲がランキング初登場を果たし、第3位を獲得[19]。
4. 「蒼い嗚咽をもう一度」
ボカロPのEightが作詞と作曲を行い、楽曲を制作[25][26]。すとぷりでは赤色担当の莉犬は同色がイメージカラーであるが、莉犬の「クールな一面」が引き出されている楽曲では、普段の赤色ではなく「蒼」がテーマとなっている[25][26][27]。1月9日にアルバムの試聴動画が公開された際に、楽曲のミュージックビデオの一部が公開され[21]、1月15日にはtoaiが映像制作を担当したミュージックビデオを公開[25][26]。ミュージックビデオでは莉犬による歌声と、「楽曲の世界観」が「スタイリッシュな場面」を表す仕上がりとなっている[26]。
5. 「コーラット」
柊キライが作詞と作曲を担当し、楽曲を制作[12]。
6. 「オオカミ」
ボカロPのATOLSが作詞と作曲を担当[28][29]。「低音が鳴り響」き、莉犬の異なる一面を「垣間見ることができる」楽曲となっている[29]。2021年12月にミュージックビデオが公開され、発表時点で莉犬にとって約8か月ぶりとなるオリジナル曲であった[29]。ミュージックビデオは楽曲を制作したATOLSが担当している[28][29]。歌ネットが発表した「歌ネット注目度ランキング」の2022年1月6日付では、第5位を獲得[19]。
7. 「きゅ〜と★アグレッション」
作詞をナナホシ管弦楽団、作曲を岩見陸名義で制作された楽曲[12]。
8. 「ラリパッパ☆しゅぎ」
莉犬による作詞、Moe Shopによる作曲で制作された楽曲[12]。
9. 「いいんだよ」
コレサワが作詞と作曲を行い、楽曲を制作[30]。「片思いの心情を繊細な言葉で表現」した[30]、「切ないメロディーのミディアムテンポ」な楽曲[31]。楽曲制作の会議の際、「たくさんの大人」の前で「甘酸っぱい恋愛話」を披露したことが「忘れられない」と莉犬は話している[31]。2021年3月27日にウチボリシンペ（mob creche）の監督によるミュージックビデオが公開され、同年3月31日に配信限定でシングルを発売[30][31]。ミュージックビデオは「学園を舞台に、ある女性と莉犬の思い出がノスタルジックに描かれ」た内容となっている[30]。
10. 「ラブヒーロー」
HoneyWorksが作詞と作曲を手がけた楽曲[12]。
11. 「ギミ・ギミ・キミ！」
莉犬が作詞を手がけ、すとぷりのメンバーであるるぅとが松とともに作曲を担当した楽曲[12]。
12. 「STORY」
作詞を莉犬が担当し、作曲をB.EYESが担当した楽曲[12]。
13. 「シャッターチャンス！」
アルバムの表題曲[32]。莉犬が自ら作詞を行い、るぅとが作曲を担当した共作曲[32][12]。「リスナーに対する莉犬の想い」が歌詞に込められており、るぅとによる「ポップなサウンド」が合わさった楽曲となっている[32]。2021年12月に楽曲のミュージックビデオを公開[12]。「キュートな」印象で楽曲と「マッチ」したミュージックビデオは、nanaoがイラストを手がけ、えるいーが動画制作を担当[32]。歌ネットが発表した「歌ネット注目度ランキング」の2022年1月6日付では、第4位を獲得している[19]。